# Painkiller (album av Brainpool)
Painkiller är ett studioalbum från 1995 av popgruppen Brainpool. Omslaget är baserat på värktabletten Panodils grafiska profil med texten i logotypen utbytt mot albumtiteln Painkiller (engelska för värktablett).

## Låtlista
Alla låtar är skrivna av Jan Kask och David Birde om inget annat anges.
1. "Ready! Steady! Go!" – 1:56
2. "Holidays" – 3:49
3. "Some Days Are Made for Smoking" – 3:43
4. "We Aim to Please" – 2:40
5. "Invisible to Her" – 3:43
6. "Ha Ha Ha Ha Honey" – 2:56
7. "A Postcard from Juan" (J. Kask, D. Birde, Christoffer Lundquist) – 5:06
8. "Baby Baby Baby Baby Baby Baby Baby I Love You" (Matt Buenrostro, Dallas Denery) – 1:25
9. "Bandstarter" – 3:12
10. "Breakfast in Bed" – 2:11
11. "Smile" (J. Kask, D. Birde, C. Lundquist) – 4:13
12. "Girl Found" – 4:26
  - Bonus Track:
13. "Every Second Day" (J. Kask, D. Birde, C. Lundquist) – 1:32

Total tid: 38:12
Alla stråk och blås-arrangemang är gjorda av Christoffer Lundquist.

## Medverkande
- Brainpool:
  - Jan Kask — sång
  - David Birde — gitarr
  - Jens Jansson — trummor, percussion
  - Christoffer Lundquist — elbas, bakgrundssång
- Curt-Eric Holmquist — dirigent
- Göteborgs Symfoniorkester
- Röda Kapellet (13)
- Jakob Hellman — bakgrundssång (4)
- Elisabeth Punzi — bakgrundssång (7)
- Kent Norberg — bakgrundssång (8)